# 布哈拉號
布哈拉號（又稱博卡喇汽輪）是英國鐵行輪船公司於1873年投入營運的一艘蒸汽動力客輪，定期從英國前往印度和遠東，運送乘客、郵件和貨物。 
1892年10月10日，布哈拉號在臺灣西部的澎湖群島附近遭遇颱風。機艙被水淹沒，救生艇被海浪沖走，船隻先後兩次撞上暗礁後於兩分鐘內沉沒。導致125名乘客和船員喪生。這是鐵行輪船公司歷史上迄今為止最嚴重的災難事件。

## 沿革

### 啟用
布哈拉號是一艘鋼鐵建造的蒸汽船，配備兩缸複合倒置蒸汽機，於1872年在蘇格蘭格里諾克的凱爾德公司船廠建造。所有者是鐵行輪船公司（P&O），該公司總部位於倫敦。最初，布哈拉號的註冊港口是倫敦，直到1875年11月10日遷至格林諾克。她有一個名為馬爾瓦號（Malwa）的姐妹船，於1873年1月完工，後於1894年出售給日本。這兩艘船是鐵行輪船於1871年投入營運的客輪系列「開羅船長」的新版本。由於該公司經常以異國情調的地名命名其船隻，布哈拉號的名字則採用位於烏茲別克斯坦的的一座城市名稱「布哈拉」命名。當時，這兩艘蒸汽船是鐵行輪船在蘇伊士運河通航後增加船隊的旗艦船隻之一。
布哈拉號於1872年12月18日下水，於1873年3月18日離開造船廠。其總噸位最初為2932BRT和1775NRT，但在1889年6月進行改造後，尺寸變為2940 BRT和1697NRT。1873年4月5日，布哈拉號完工後首次進行了試航。並在五天後從南安普敦開始了她的處女航，途經蘇伊士運河前往亞歷山大港、亞丁和孟買。在處女航返程途中，她於1873年6月21日在離開香港時撞上了一塊迄今未在任何地圖上標示的岩石，在九龍擱淺。隨後它被送往當地的一座船塢進行修復。該暗礁隨後此後被繪入地圖，並被命名為布哈拉岩。
從1880年7月到10月，該船在倫敦進行了一次全面翻修，期間安裝了新的蒸汽鍋爐。之後，布哈拉號進行了四次從孟買到悉尼的航行。在1882年和1883年，該船航行了孟買到的里雅斯特的航線。
1884年2月，在馬赫迪戰爭期間，該船與西藏號一起作為運輸艦在蘇伊士和萨瓦金之間進行軍隊運輸。

## 沉沒

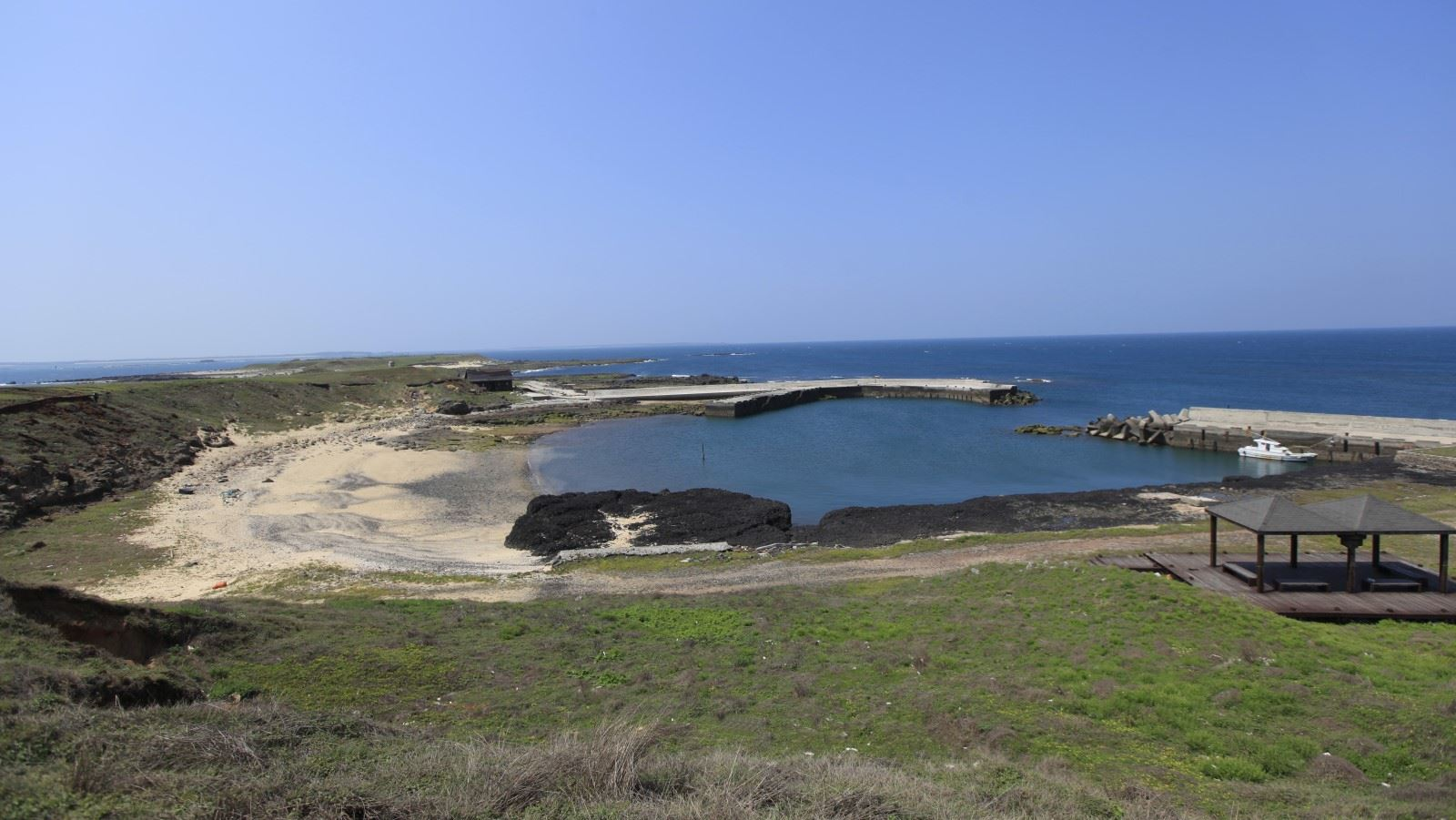
姑婆嶼，事故發生地點。

1892年10月8日星期六，布哈拉號從上海市載貨前往香港，預計後開往科倫坡和孟買，該船隻共載有173人，以及載運絲綢、茶葉和重達1500噸的雜貨。，船上還包括載運15噸银币、寶石、浮雕、金聖甲蟲等貴重物品，來自的約旦佩特拉的古董、青銅雕像，以及關於埃及女神伊希斯的書籍和手稿。25名乘客都是居住在英國亞洲殖民地的英國人，其中包括幾名婦女和兒童。另一方面，船員除了英國軍官、舵手和乘務員外，還包括40多名亞洲海員。此外乘客中也包括參加香港板球男子代表隊13人，他們於10月3日在上海舉辦的國際板球比賽與上海隊進行過一場跨港比賽，並搭乘布哈拉號返港。
航行後的第二天，布哈拉號在途經臺灣海峽時遭遇颱風。船長查爾斯·薩姆斯（Charles Sams）注意到船上的氣壓計出現異常變化，使船隻氣壓急降，當晚10時，薩姆斯召集所有船員進行緊急會議，下令用木板固定上層甲板的艙門，並拆除或固定所有船帆，凌晨1時45分，副船長賈爾斯·普里凱特（Giles Prickett）報告一切安全，薩姆斯正試圖改變船隻的航向。他認為颱風會穿過臺灣海峽，並在廈門附近登陸。不幸的是，颱風的路徑改變並繞過臺灣西岸。薩姆斯預期的漂流方向應是向西南偏西，但實際上卻直接朝著澎湖群島的南方和西南方漂流。風勢在10月10日變得更加強烈，船舶在海上劇烈搖晃，除了船上的救生艇被摧毀，甲板上的船屋也遭到損壞。導致船隻羅盤和水錶受損，無法辨別方向和船舶狀況。
晚上10點，三個巨大的海浪摧毀了引擎室和鍋爐室的天窗，並成鍋爐室損壞。工程師們努力重新啟動鍋爐以生成蒸汽，大約在11點40分左右，船橋值班人員注意到布哈拉號距離陸地僅有百碼遠。薩姆斯警告乘客和機組人員可能與懸崖相撞。命令乘客到甲板上並穿上救生衣，但大多數人都被捲入海浪並被沖下海。11點45分，船舶在姑婆嶼北岸附近觸礁，其中第二次撞擊導致右舷被撕裂開，僅僅幾分鐘後，布哈拉號便沉沒。
船舶的173人中，僅有23人（包括兩名板球代表隊成員）在事故中倖存，這些倖存者在被沖上姑婆嶼後躲到一所原始小屋避難，待12日被路過的澎湖漁船發現後，被安置於一所寺廟獲當地居民照料。隨後則送往馬公市安置。
後來，23名倖存者被載到臺南市後，當地官員報告給南當稟商道憲顧緝庭觀察，並接獲飭令，要求該地方官員加強安撫和援助。王鎮軍則提供兩百元的救助款項給予倖存者。其他參與救援和救護的人員則在此救援獲得獎勵，隨後由道格拉斯輪船公司的泰利斯號（Thales）則將倖存者們接走，並將他們轉移到英國政府軍艦海豚號（1886年）上返回香港。英國駐汕頭領事館的任務則是埋葬死者和打撈貨物，他們在事故地點共找到了34具屍體，其中包括四名女性。部份死難者後葬於香港墳場。

### 受害者與倖存者

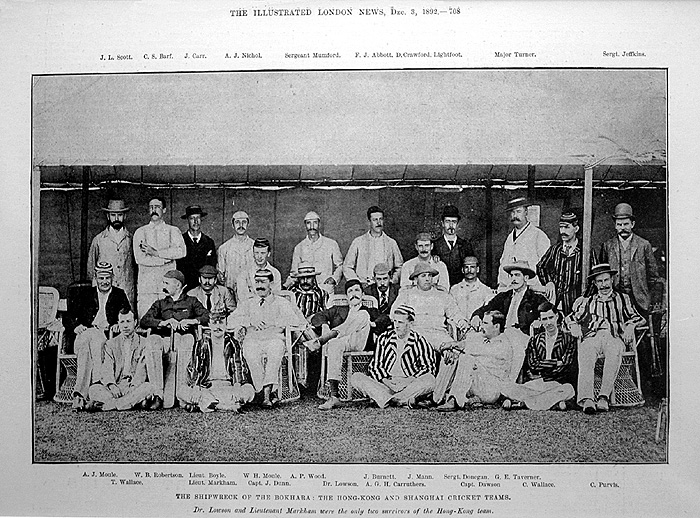
香港和上海板球隊合影留念，1892年10月3日攝於上海，距離意外發生前7天。

在沉沒事件中，布哈拉號上到底有多少人存在著不確定性。最初估計是173人，但可能還有更多，因為至少有一名已經被確認身份的孩子不在通常列為船上人員的名單中。同樣，船隻也曾被推估共有140人搭乘，主要的不確定性則在於有多少拉斯卡爾（印度）海員在引擎室和鍋爐室工作。
最初，布哈拉號沉沒事件的受害者與倖存者調查，受到同週也發生在澎湖的挪威籍貨船諾曼德號（Normand）沈沒事故所混淆，受到同一個颱風影響，諾曼德號在10月9日下午10點50分在姑婆嶼西南觸礁，距離布哈拉號沉沒的地點西南方約3.1海里處。雖然船上的26名船員雖然在最初都倖存了下來，然而受到風暴影響及船上幾乎沒有救生衣，除了兩人以外的所有人幾乎都在大横桅垮塌時被沖走了。
這兩名倖存的船員，名叫第二工程師約翰·尼斯塔德（John Nistad）和普通水手托馬斯·赫內斯（Thomas Herness），他們在水中漂流了約十七個小時後被沖上了八罩嶼（今望安島），距離殘骸處約20英里，而且相距僅約一英里。由於兩件事故的發生日期相近，尼斯塔德和赫內斯起初被認為是布哈拉號的倖存者。
在船上的13名香港板球男子代表隊中，僅有兩名香港板球選手倖存下來，詹姆斯·洛森醫生和馬克漢中尉。洛森接受肺切除手術後痊癒，並在1898年前仍持續在香港擔任板球選手。此外，代表隊的其他兩名選手厄尼斯特·科克森（Ernest Coxon）和前漢普郡球員霍雷肖·鄧布頓（Horatio Dumbleton）原先參加了該年上半季香港對上海之間的比賽，然而他們無法參加10月份的比賽，從而逃過一劫。
此外，還有21人從水中獲救，包括首席船員、第三和第四副船長以及兩名歐洲籍舵手。其他16名倖存者均是拉斯卡爾船員，不過其中一人在到達臺南市不久後因傷勢不治去世。
死去的11名香港板球運動員是：
- C.G.博伊爾中尉
- 伯奈特中尉
- 道森上尉
- 唐納根中士
- 約翰·鄧恩（英语：John_Dunn_(cricketer)）上尉
- 傑金斯軍需士官
- 蒙福德中士
- G.S.普爾維斯紳士
- G.E.塔弗納紳士
- 特納少校
- C.華萊士紳士

知名的美國科羅拉多州藝術家海倫·亨德森·柴恩及其丈夫也在這次航行中喪生，這對夫妻當時正在展開一段環球之旅。

### 事故調查
當布哈拉號未能按照期限抵達香港時，政府曾派遣了多艘船隻前往搜尋。起初只找到了少許殘骸。但直到事故發生一周後的10月17日，關於船隻沉沒的消息才傳到了香港。海事調查委員會（BMI）對事故進行的調查僅持續了兩天，他們認定這次此次的事故並不是由於船員的錯誤或疏忽所致。而船員因為他們努力避免悲劇發生並限制了損失而受到了讚揚。
香港板球社區及其支持者對這場災難特別感到悲痛。國際板球比賽宣告停辦，直到1897年才恢復。中環聖約翰座堂曾舉行了一場集體悼念會。

## 紀念
- 救援結束後，英國領事霍必瀾（Pelham Laird Warren）及英國兵船提督費德萬前往澎湖，向澎湖右營都司吳永兆、縣丞王鳳池等人當面致謝，事後福建臺灣巡撫邵友濂及救護船難之相關人員，包括澎湖通判潘天鳳、縣丞王鳳池及澎湖鎮標右營都司吳永兆，依照「救護遭風船隻章程」及總理衙門所獎勵章程內之辦法上奏請予以擢升其職，獲得光绪帝核准。

- 同年12月，英國領事黑廷斯（Hasting）前往澎湖視察兩艘船隻失事情況。隨後則由英國捐款於當地興建了燈塔，並由香港居民在姑婆嶼上豎立布哈拉號船難紀念碑，1905年，香港日本總領事轉達香港殖民政府的請求，要求此時管理澎湖列島的臺灣總督府方修繕姑婆嶼上的船難紀念碑。澎湖廳則回覆香港政府並提供了書面報告和施工圖，以及修繕工程的費用和施工圖。新紀念碑於明治39年（1906年）4月25日完成修繕工程。該紀念碑現仍存。

- 香港的聖約翰座堂安裝了一扇彩色玻璃窗，以紀念這場災難。然而，在1940年代香港日佔時期前不久，該玻璃窗被移除了，目前仍不知道它的下落。

## 殘骸
1984年，船隻遺骸方被臺灣考古人員重新發現及確認，遺址範圍東西長約150公尺，南北寬約100公尺，水深約5-14公尺。2009年，中央研究院水下考古團隊在澎湖姑婆嶼北方約100公尺處確認布哈拉號殘骸的地點。當前布哈拉號因具有高度文化資產與研究價值，被文化部文化資產局優先列冊管理保護。於2015年列冊追蹤為臺灣重要水下文化資產。
部分船隻文物曾於2009年、2010年、2013年進行數次水下遺物之調查工作後打撈上岸，包括沉船區散落大量建材磚、瓦、陶瓷、金屬器物。並在殘骸發現部分銅製品、玻璃製物品、金屬片、陶片、錢幣、石碑、船舶零件。根據口述歷史訪談，曾有當地漁民於1946年打撈布哈拉號，因撈出很多錢幣，該船也因而被當地居民稱呼為「王子號」。部分文物當前於馬公市的澎湖郵便局展出。

## 外部連結
- SS Bokhara (+1892) -Wreck Site
- 布哈拉遭難記念碑 - 澎湖知識服務平台 （页面存档备份，存于）